# 21363 Jotwani
21363 Jotwani è un asteroide della fascia principale. Scoperto nel 1997, presenta un'orbita caratterizzata da un semiasse maggiore pari a 2,9728228 UA e da un'eccentricità di 0,0316884, inclinata di 9,88447° rispetto all'eclittica.